# Ajos Nikolaos (garnizon)
Ajos Nikoalos (gr. "Άγιος Νικόλαος") – dawna wieś, brytyjski garnizon na Cyprze, w Dhekelii Jest położona na zielonej linii i jest kontrolowana z jednej strony przez Policję SBA a po drugiej przez północno-cypryjską.
Główna droga z Larnaki do Famagusty przebiega przez garnizon.